# Okrug Rimavská Sobota
Okrug Rimavská Sobota (slovački: Okres Rimavská Sobota) nalazi se u središnjoj Slovačkoj u Banskobistričkom kraju.  U okrugu živi 79 455 stanovnika (2011.: 52,3% Slovaka, 41,3% Mađara), dok je gustoća naseljenosti 54,01 stan/km². Ukupna površina okruga je 1471,07 km². Glavni grad okruga Rimavská Sobota je istoimeni grad Rimavská Sobota s 21 175 stanovnika.

## Stanovništvo
| Godina:     | 1994.  | 2004.   | 2014.   | 2024.   |
| ----------- | ------ | ------- | ------- | ------- |
| Broj ljudi: | 82 144 | 82 773  | 84 752  | 79 455  |
| Razlika:    |        | +0,76 % | +2,39 % | −6,25 % |

| Godina:     | 2023.  | 2024.   |
| ----------- | ------ | ------- |
| Broj ljudi: | 79 655 | 79 455  |
| Razlika:    |        | −0,25 % |

## Gradovi
- Hnúšťa
- Rimavská Sobota
- Tisovec

## Općine
| - Abovce - Babinec - Barca - Bátka - Belín - Blhovce - Bottovo - Budikovany - Cakov - Čerenčany - Čierny Potok - Číž - Dolné Zahorany - Dražice - Drienčany - Drňa - Dubno - Dubovec - Dulovo - Figa - Gemerček - Gemerské Dechtáre - Gemerské Michalovce - Gemerský Jablonec - Gortva - Hajnáčka - Hodejov - Hodejovec - Horné Zahorany - Hostice - Hostišovce - Hrachovo - Hrušovo - Hubovo - Husiná | - Chanava - Chrámec - Ivanice - Janice - Jesenské - Jestice - Kaloša - Kesovce - Klenovec - Kociha - Konrádovce - Kráľ - Kraskovo - Krokava - Kružno - Kyjatice - Lehota nad Rimavicou - Lenartovce - Lenka - Lipovec - Lukovištia - Martinová - Neporadza - Nižný Skálnik - Nová Bašta - Orávka - Ožďany - Padarovce - Pavlovce - Petrovce - Poproč - Potok - Radnovce - Rakytník - Ratkovská Lehota | - Ratkovská Suchá - Riečka - Rimavská Baňa - Rimavská Seč - Rimavské Brezovo - Rimavské Janovce - Rimavské Zalužany - Rovné - Rumince - Slizké - Stará Bašta - Stránska - Studená - Sútor - Šimonovce - Širkovce - Španie Pole - Štrkovec - Tachty - Teplý Vrch - Tomášovce - Uzovská Panica - Valice - Včelince - Večelkov - Veľké Teriakovce - Veľký Blh - Vieska nad Blhom - Vlkyňa - Vyšné Valice - Vyšný Skálnik - Zacharovce - Zádor - Žíp |

## Vanjske poveznice
- Statistički podaci o okrugu Rimavská Sobota  Arhivirana inačica izvorne stranice od 2. ožujka 2009. (Wayback Machine)